# Brugeron
Brugeron é uma comuna francesa na região administrativa de Auvérnia-Ródano-Alpes, no departamento Puy-de-Dôme. Estende-se por uma área de 27,62 km². Em 2010 a comuna tinha 250 habitantes (densidade: 9,1 hab./km²).